# Kalikanmäki
Kalikanmäki är en kulle i Finland. Den ligger i Keuru i landskapet Mellersta Finland, i den södra delen av landet, 230 km norr om huvudstaden Helsingfors. Toppen på Kalikanmäki är 201 meter över havet.
Terrängen runt Kalikanmäki är huvudsakligen platt. Runt Kalikanmäki är det glesbefolkat, med 8 invånare per kvadratkilometer. Närmaste större samhälle är Keuru, 10,6 km öster om Kalikanmäki. I omgivningarna runt Kalikanmäki växer i huvudsak barrskog.